# Remsmühle

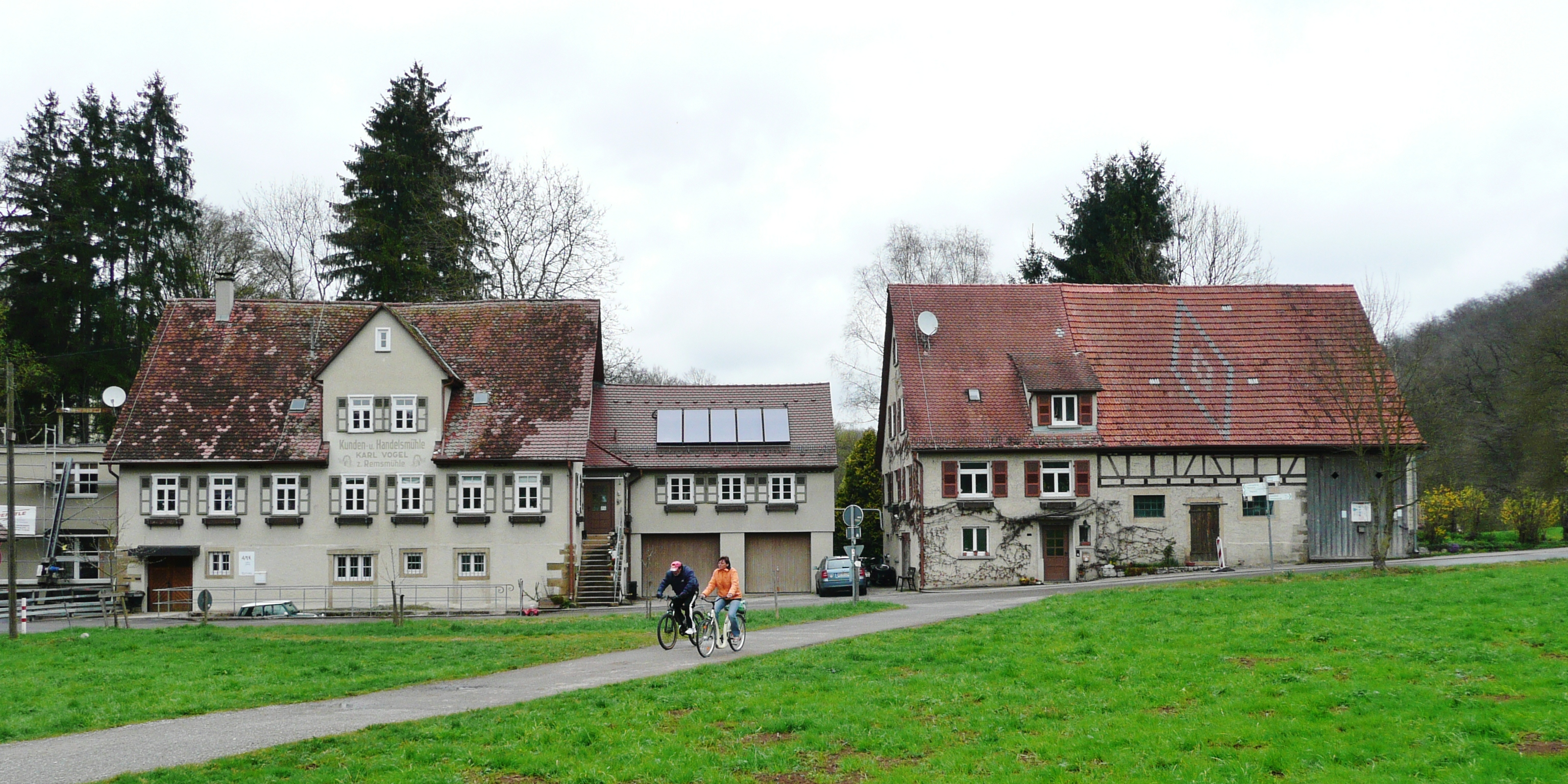
Remsmühle von vorne

Die Remsmühle ist ein dem Stadtteil Hohenacker der Stadt Waiblingen im baden-württembergischen Rems-Murr-Kreis zugehöriger Wohnplatz.

## Lage
Die Remsmühle (auch Vogelmühle) liegt im Naturschutzgebiet Unteres Remstal auf dem Grund des eingetieften und geschlungenen Muschelkalktals der Rems zwischen den Waiblinger Stadtteilen Hegnach auf der linken und Hohenacker auf der rechten Randhöhe, von dem eine meist wasserlose Talmulde zum Fluss herabläuft. Das Mühlgebäude liegt auf 213,5 m ü. NHN gut 20 Meter rechtsseits der Rems an einem kurzen Mühlkanal und damit 40 Höhenmeter unter den Hauptsiedlungsteilen der beiden nahen Orte. Im dort fahrweglosen Tal sind die nächsten Orte die Hegnacher Mühle eine Doppelschlinge aufwärts und der Stadtteil Neckarrems von Remseck am Neckar merklich weiter abwärts, bei dem die Rems in den Neckar mündet.

## Geschichte
Seit 1864 ist die Remsmühle als Getreidemühle in Betrieb. Erstmals erwähnt wurde die Mühle 1869. Seit diesem Zeitpunkt ist der Ort als Wohnplatz genannt. Seit 1948 befindet sich in der Remsmühle ein Wasserkraftwerk des örtlichen Energieversorgers Stadtwerke Waiblingen. Am 1. Januar 1975 wurde der Wohnplatz im Rahmen der Gemeindereform zusammen mit Hohenacker in die Stadt Waiblingen eingegliedert. Die Gebäude der Mühle wurden 1986/87 renoviert.

## Verkehr
Die Mühle liegt an der Hegnacher Straße, die von Hohenacker nach Hegnach führt. An der Mühle führt der Rundradweg Waiblingen vorbei.